# Громади і міста Хорватії

Карта адміністративного устрою Республіки Хорватія з межами громад і міст

Громади і міста Хорватії (хорв. Općine i gradovi Hrvatske) — одиниці місцевого самоврядування Республіки Хорватія згідно з Конституцією цієї держави.
Територія Хорватії адміністративно поділена на 128 міст і 428 громад. Громади та міста Хорватії складають найнижчий рівень самоврядування (це основні організаційні одиниці). Більшими одиницями місцевого самоврядування є жупанії (термін «місцеве» тут має ширше значення; у розумінні Конституції Хорватії жупанії — це одиниці «територіального» самоврядування), сформовані з громад і міст.
Одиниці місцевого самоврядування виконують завдання місцевого значення, безпосередньо задовольняючи потреби громадян, а особливо завдання, пов'язані з благоустроєм населених пунктів і впорядкуванням житлового господарства, просторовим і містобудівним плануванням, комунальними послугами, доглядом за дітьми, соціальним забезпеченням, первинною медичною допомогою, вихованням і початковою освітою, культурою, фізкультурою та спортом, захистом споживачів, охороною та поліпшенням природного середовища, протипожежним і цивільним захистом.
Території громад або міст, їхні назви, місце перебування їхніх органів, створення нових і скасування або об'єднання наявних громад чи міст, виділення тих чи інших населених пунктів зі складу однієї громади або міста та включення цих населених пунктів до іншої громади чи міста, зміна меж та інші важливі питання територіальних змін одиниць місцевого самоврядування Хорватії регулюються Законом про території жупаній, міст і громад у Республіці Хорватія (Офіційний вісник 86/2006). Закон передбачає, що будь-яка зміна території громади чи міста вимагатиме попереднього висловлення думки жителів цієї адмінодиниці (громадяни зазвичай голосують на місцевому референдумі).
Громада або місто — це юридичні особи. Вони мають власний статут, ухвалений їхнім представницьким органом (рада громади (хорв. općinsko vijeće) або міська рада (хорв. gradsko vijeće) відповідно). Статут докладно регламентує сферу їхнього самоврядування, його символи, види відзнак, устрій, повноваження та спосіб роботи органів, спосіб виконання завдань, форми консультування громадян, проведення референдумів із питань, що належать до їхнього кола повноважень, самоврядування на місцях, організація та робота державних служб, форми співпраці одиниць місцевого самоврядування та інші питання, важливі для здійснення прав та обов'язків.
Символами одиниць місцевого самоврядування є прапор і герб. Герб і прапор визначаються статутом або статутним рішенням із попереднім схваленням центрального органу державного управління, відповідального за місцеве та територіальне (регіональне) самоврядування (тобто Міністерства управління Хорватії).
Хорватські громади та міста з 1975 по 1993 рік об'єднувалися в Союз міст і громад союзної республіки Хорватії, з 1993 по 2002 — у Союз міст і громад Республіки Хорватія, а з 2002 року об'єднані в Асоціацію громад у Республіці Хорватія та Асоціацію міст у Республіці Хорватія, які діють як дві окремі організації.